# منتخب ألمانيا لكرة الأرض للرجال
منتخب ألمانيا الوطني لكرة الأرض للرجال (بالألمانية: Deutsche Floorballnationalmannschaft)‏ هو ممثل ألمانيا الرسمي في المنافسات الدولية في كرة الأرض .

## الإنجازات
- كأس العالم:

البطولة الأولى: فاز المنتخب بأول ألقابه في كأس العالم عام 1954 في سويسرا.
البطولات الأخرى: توج المنتخب بلقب كأس العالم أربع مرات (1954، 1974، 1990، 2014)، مما يجعله واحدًا من أكثر الفرق نجاحًا في تاريخ البطولة.
- كأس الأمم الأوروبية:

فاز المنتخب بلقب كأس الأمم الأوروبية ثلاث مرات (1972، 1980، 1996).
- الألعاب الأولمبية:

حصل المنتخب على الميدالية الذهبية في الألعاب الأولمبية عام 1976.

## أسلوب اللعب
يُعرف المنتخب الألماني بأسلوب لعبه المنظم والفعال، والذي يعتمد على التكتيك الجيد واللياقة البدنية العالية. يتميز اللاعبون الألمان بالقدرة على اللعب الجماعي، مما يجعلهم خصومًا صعبين في أي مباراة.

## اللاعبين البارزين
على مر السنين، شهد المنتخب الألماني العديد من اللاعبين المميزين، مثل:
- فرانز بيكنباور: أحد أعظم المدافعين في تاريخ كرة القدم.
- ميشيل بالاك: لاعب وسط بارز ساهم في العديد من البطولات.
- توماس مولر: مهاجم حالي يُعتبر من أفضل اللاعبين في جيله.

## البطولات الأخيرة
شارك المنتخب الألماني في كأس العالم 2018 في روسيا، حيث خرج من دور المجموعات، مما أثار الكثير من التساؤلات حول مستقبل الفريق. ومع ذلك، يسعى المنتخب إلى إعادة بناء نفسه وتحقيق النجاح في البطولات القادمة.

## خاتمة
يُعتبر منتخب ألمانيا لكرة القدم للرجال واحدًا من أعظم الفرق في تاريخ اللعبة، حيث حقق العديد من الإنجازات على المستوى الدولي. بفضل تاريخهم الغني واللاعبين المميزين، يظل المنتخب الألماني قوة رئيسية في عالم كرة القدم، مع طموحات كبيرة للمستقبل